# Eukiefferiella quadridentata
Eukiefferiella quadridentata är en tvåvingeart som beskrevs av Chernovskij 1949. Eukiefferiella quadridentata ingår i släktet Eukiefferiella och familjen fjädermyggor.
Artens utbredningsområde är Armenien. Inga underarter finns listade i Catalogue of Life.